# VODcast
Vodcast (ang. Video-On-Demand broadCAST) – technologia transmisji nagrań wideo w postaci plików dostępnych w Internecie i katalogowanych w technologii RSS. Vodcasty stanowią formę telewizji internetowej, analogicznie do podcastów będących rodzajem audycji radiowych. Ze względu na niewielką różnicę techniczną, vodcast uznaje się czasem za typ podcastu. 

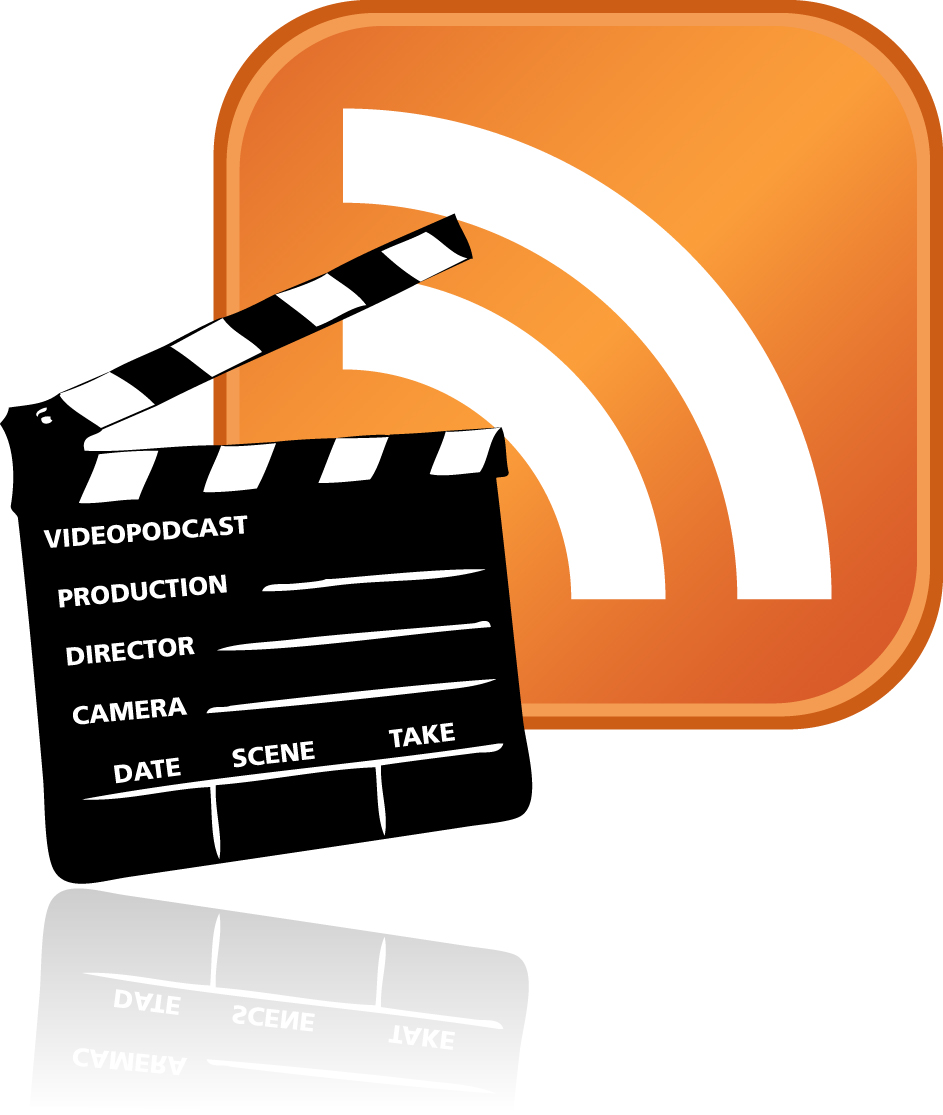
Video Podcast Icon

Inne nazwy vodcast: videocast, vidcast, vcast, videopost, vpost.